# Alfredo Robles Domínguez
Alfredo Robles Domínguez (Guanajuato, Guanajuato, 29 de julio de 1876 - Ciudad de México, 20 de agosto de 1928) fue un ingeniero militar,  revolucionario y político mexicano. 

## Semblanza biográfica
Nació en la ciudad de Guanajuato el 29 de julio de 1876, siendo hijo de Mariano Robles y de Teresa Domínguez. Hizo la carrera de ingeniero militar y más tarde viajó a Estados Unidos para estudiar arquitectura. Fue opositor al régimen de Porfirio Díaz y a la gubernatura de Pablo Escandón y Barrón, al igual que otras personalidades como Paulino Martínez, Eduardo Hay y Enrique Carreras. Se unió a Francisco I. Madero, Emilio Vázquez Gómez y Patricio Leyva militando en el Centro Antirreeleccionista de México. Fue representante del Partido Democrático Nacionalista y, en 1910, vicepresidente de la Convención Antirreeleccionista.
En 1911, durante la Revolución maderista, fue jefe del movimiento armado en la zona centro y sur del país. Fue emisario entre Madero y Zapata. Se separó de Madero cuando éste anunció la desintegración del Partido Nacional Antirreeleccionista el 9 de julio de 1911. En 1912 tuvo fricciones con el maderismo, a pesar de entablar pláticas con el secretario de Hacienda, Ernesto Madero, y con el secretario de Comunicaciones, Jaime Gurza, fue hecho prisionero.
Tras el golpe de Estado perpetrado por Victoriano Huerta, en febrero de 1913, se unió a Venustiano Carranza para combatir al usurpador. Participó en la firma de los Tratados de Teoloyucan. En 1914 fue gobernador del Distrito Federal, asimismo fue director de Obras Públicas. Se trasladó a Acapulco para ejercer el cargo de  general en jefe de la División del Sur. En 1917 fue diputado de la XXVII Legislatura del Congreso de la Unión. En 1918 fue representante de Emiliano Zapata en la Ciudad de México.
Fue candidato a la presidencia en las elecciones federales de México de 1920 por el Partido Nacional Republicano y también por el Partido Católico Nacional. Tras la derrota, se retiró de la política.
Tuvo tres hijos fuera del matrimonio con la pianista Ana Maria Charles (Hija del General Hipólito Charles, héroe de guerra de la invasión francesa y gobernador de Coahuila en 1877), los tres reconocidos en 1925. 
Murió de Nefritis crónica (Síndrome de Alport) en la privada de San Cosme 7, Santa María la Ribera, Ciudad de México el 20 de agosto de 1928.